# Batman: Assault on Arkham
Batman: Assault on Arkham (Batman: Ataque a Arkham en Latinoamérica y Batman: Asalto en Arkham en España) es una película de superhéroes animada directamente para vídeo de 2014. Jay Oliva y Ethan Spaulding dirigen, con guion de Heath Corson, y James Tucker produciendo. La película fue proyectada en la San Diego Comic-Con International 2014 el 25 de julio de 2014 y fue previsto su lanzamiento digitalmente el 29 de julio y en medios físicos el 12 de agosto.
La película está ambientada en el universo de la franquicia de videojuegos Batman: Arkham, y ocurre después de los eventos de Batman: Arkham Origins. La historia se centra principalmente en el Escuadrón Suicida, particularmente en los villanos de Batman Deadshot y Harley Quinn, con Batman en un papel secundario. En la película, un Escuadrón Suicida de seis criminales es enviado por una agencia secreta del gobierno para irrumpir en el Manicomio Arkham, donde deben luchar con los internos del manicomio y Batman mientras intentan completar su misión.

## Argumento
Batman rescata al Enigma de un asesinato de operaciones secretas ordenado por Amanda Waller, devolviéndolo al Manicomio Arkham. Invocando la Prioridad Utravioleta, Waller captura a los criminales Araña Negra, el Capitán Boomerang, Deadshot, Harley Quinn, Killer Frost, KGBestia, y el Rey Tiburón, formando el Escuadrón Suicida. Su misión es recuperar una memoria USB en el bastón de Enigma; en el empleo de Waller, Enigma copió la información del escuadrón, y pretende hacerla pública. Ellos deben entrar en Arkham, y recuperar el bastón. Ella les obliga a cumplir al amenazarlos con detonar nano-bombas implantadas en sus cuellos. KGBestia, que cree que las bombas son una mentira, abandona a Waller y es asesinado como un ejemplo para los demás.
Los seis se despliegan en Gotham City, donde el Pingüino ha sido contratado por Waller para darles armas, equipo y un lugar para quedarse. Estando en su club, Killer Frost recibe una misión personal de Waller para matar a Enigma y Harley tiene una aventura de una noche con Deadshot. Las tensiones surgen de inmediato entre el grupo, especialmente entre Deadshot y el Capitán Boomerang, que se resiente de la asunción de Deadshot en el papel de liderazgo del equipo. Como parte de la misión, Harley irrumpe en una tienda de muñecas y empieza a destrozarla. Batman llega, exigiendo que le dijera dónde escondió el Joker una bomba sucia; él ha estado saqueando la ciudad en busca de ella, recurriendo incluso a interrogar a Enigma por respuestas. Sin embargo, Harley no sabe dónde pone el Joker la mitad de sus cosas; Batman la envió de vuelta a Arkham.
En Arkham, Harley es antagonizada por su examante, el Joker; ella intenta dispararle. Esta distracción le permite al Escuadrón Suicida infiltrarse con éxito en Arkham en una variedad de disfraces, y proceder sin problemas con su misión al reproducir las imágenes del día anterior. Aunque surgen algunos problemas y peleas, el equipo consigue encontrar el bastón en la sala de almacenamiento, así como el mazo de Harley y el arma del Señor Frío. Batman, tras capturar al asesino Victor Zsasz, llega al manicomio y pelea contra cada miembro del escuadrón, que termina en un duelo con la Araña Negra. Batman vence a Araña Negra y cambia de traje con él, uniéndose al Escuadrón Suicida sin su conocimiento. Mientras tanto, Deadshot se entera de que el bastón no contiene datos y que Killer Frost ha desaparecido. Killer Frost localiza a Enigma, pero decide no matarlo cuando se entera de que sabe cómo desactivar las bombas implantadas en sus cuellos. Aunque enojado con Harley, el Joker se da cuenta de que su ataque debilitó su celda; él se escapa, agradecido con ella.
El Escuadrón Suicida coincide perdonarle la vida a Enigma a cambio de su ayuda, y la mayoría logran desactivar sus bombas usando un dispositivo destinado a la terapia de electroshock. Araña Negra, que no estaba con el grupo debido a Batman, y el Rey Tiburón, cuya piel era demasiado gruesa son ejecutados desordenadamente por Amanda Waller cuando descubre lo que el equipo ha hecho. Como "Araña Negra" sigue vivo, Enigma lo revela como Batman, y trata de dispararle. Los cuatro miembros restantes del Escuadrón tratan de escapar, antes de que Harley Quinn se reúna con un Joker enojado y abusivo. Joker después se lleva a Harley y libera a todos los prisioneros del manicomio; incluyendo a Dos Caras, Bane, El Espantapájaros y Hiedra Venenosa. Joker revela que su bomba sucia estaba escondida dentro del mazo distintivo de Harley Quinn, que estaba almacenado en Arkham, y que detonará en la ciudad. El caos se extiende a través de la Isla de Arkham mientras la policía hace una incursión para contener a los criminales, y el trabajo en equipo en el Escuadrón Suicida se derrumba cuando Frost y Boomerang abandonan a Deadshot.
El Escuadrón Suicida intenta escapar frenéticamente y por separado, pero solo Deadshot lo consigue (el Capitán Boomerang es capturado mientras Killer Frost es asesinada cuando Bane destruye el coche de policía en el que ella trataba de escapar). Deadshot viaja a Gotham City en un helicóptero robado (por el que él luchó con el Capitán Boomerang), pero descubre que el Joker y Harley se cuelan con él. Mientras Deadshot pelea con el Joker en el helicóptero, Harley no es capaz de tomar partido; en cambio, dirige por accidente al helicóptero hacia un rascacielos. A raíz de ello, Deadshot se encuentra solo con el Joker, mientras Batman persigue a Harley. Batman derrota fácilmente a Harley y desactiva la bomba escondida en su mazo, salvando la ciudad. Un Deadshot gravemente herido es igualmente capaz de derrotar al Joker y lo clava en el helicóptero, que se vuelca y cae del edificio. Más tarde se reveló que la policía nunca encontró su cuerpo. Un epílogo muestra a Batman enfrentando a Amanda Waller sobre el programa del Escuadrón Suicida. Después de que Batman se va, Deadshot, ahora libre y reunido con su hija, aparece apuntándole a Waller con un rifle de francotirador. La escena termina antes de que apriete el gatillo.

## Reparto
- Kevin Conroy como Bruce Wayne / Batman.[5]
- Neal McDonough como Floyd Lawton / Deadshot.[5]
- Hynden Walch como Harleen Quinzel / Harley Quinn.[6]
- Matthew Gray Gubler como Edward Nygma / Enigma.[2]
- Troy Baker como Joker.[5]
- C.C.H. Pounder como Amanda Waller.[2]
- Greg Ellis como el George Harkness / Capitán Bumerang.[2]
- Giancarlo Esposito como Eric Needham / Araña Negra.[2]
- John DiMaggio como Nanaue / Rey Tiburón.[7]
- Jennifer Hale como Louise Lincoln / Killer Frost.[7]
- Nolan North como Anatoli Knyazev / KGBestia, Oswald Cobblepot / El Pingüino.[8]
- Eric Bauza - Hombre de seguridad.
- Chris Cox - Comisionado James Gordon.
- Martin Jarvis - Alfred Pennyworth.
- Peter Jessop - Comandante de vigilancia.
- Christian Lanz - Victor Zsasz.
- Andrea Romano - Mujer
- Travis Willingham - Hombre de la morgue.
- Mick Wingert - Hombre de seguridad del Joker.

## Personal
- Andrea Romano - Directora de voz

## Recepción
Scott Mendelson de Forbes elogió rotundamente a Assault on Arkham por su acción, estilo artístico, humor, voces y personajes, llamándola una de las mejores películas de alineación directo a vídeo de DC. La describió como una película de suspenso "alegremente inmoral" que, sin tener "[trama] real de la que hablar", descansa sobre su acción violenta y la dinámica inteligente de los personajes dentro del Escuadrón Suicida para llevarla. Debido a sus protagonistas malvados, comedia de humor negro y contenido sexual, Mendelson considera la producción de Assault on Arkham una decisión experimental de DC exitosa, ya que cuenta una historia estilo de cómic que nunca sería aprobada como proyecto de acción en vivo.
Seth Robison de Newsarama fue mucho más crítico, al considerar la animación, la caracterización, y la narración de la película pobres. Tuvo especial aversión por la actuación de voz, que él creyó que desperdició un elenco talentoso al entregar una interpretación "inconexa", y por la interpretación de Amanda Waller de Assault on Arkham, que él creyó que la simplificó simplemente en otra villana. Él encontró opaca la caracterización simpática de Deadshot a los no lectores de cómics y odioso el acto loco de Harley Quinn. En general, Robison consideró "superficial" la experiencia de la película y la califica desfavorablemente comparada con la ofrecida por los videojuegos de Arkham y el episodio de Liga de la Justicia Ilimitada episodio "Fuerza Especial X".